# Nirico
Nirico war eine brasilianische Automarke.

## Markengeschichte
Ein Unternehmen aus Rio de Janeiro stellte Automobile her und präsentierte das erste Modell 1970 auf einer Automobilausstellung. Der Markenname lautete Nirico. Weitere Modelle folgten. Es ist nicht bekannt, wann die Produktion endete.

## Fahrzeuge
Das erste Modell Amante GT war ein Sportwagen nach einer Lizenz des Amante aus den USA. Auf ein Fahrgestell von Volkswagen do Brasil wurde eine flache Karosserie aus Fiberglas montiert. Das Coupé hatte 2 + 2 Sitze.
Außerdem stand ein VW-Buggy in den Versionen Safari und Campeiro im Sortiment.